# Muhammad Ali vs. Joe Frazier II
Ali – Frazier II, auch als Super Fight II bekannt, bezeichnet einen Boxkampf zwischen Muhammad Ali und Joe Frazier, der am 28. Januar 1974 im Madison Square Garden, New York stattfand. Er war der mittlere von insgesamt drei Kämpfen zwischen beiden Kontrahenten, die in dieser Zeit die absolute Weltspitze im Schwergewichtsboxen mit verkörperten. Im Gegensatz zum Fight of the Century und dem Thrilla in Manila erreichte diese zweite Begegnung jedoch nicht den Status eines Klassikers.

## Hintergrund
Im Vergleich zum ersten Aufeinandertreffen beider Protagonisten war dieser Kampf keine Weltmeisterschaft, sondern besaß als Titelkampf der NABF nur eine begrenzte sportliche Bedeutung. Nachdem Ali damals über 15 Runden gegen den ungeschlagenen Frazier die erste Niederlage seiner Karriere bezogen hatte, war er mittlerweile im Jahre 1973 gegen Ken Norton ein weiteres Mal einem Gegner unterlegen gewesen und hatte dort trotz darauffolgender Revanche auch im Rückkampf nicht überzeugen können. Ebenfalls 1973 hatte WBA/WBC-Weltmeister Frazier wiederum in George Foreman seinen ersten Bezwinger gefunden, als er von diesem im The Sunshine Showdown in nur zwei Runden mit insgesamt sechs Niederschlägen regelrecht deklassiert worden war. Die jetzige Begegnung zwischen beiden Ex-Weltmeistern wurde daher als WM-Ausscheidungskampf über zwölf Runden angesetzt, dessen Sieger anschließend den zu dieser Zeit von vielen Experten als unschlagbar geltenden Foreman herausfordern durfte.
Ähnlich wie beim ersten Kampf war auch diese Begegnung im Vorfeld von der gegenseitigen Antipathie beider Kontrahenten geprägt, was sich in wiederholten Beleidigungen niederschlug. Während Ali – in der Regel der aktive Part – oftmals vermarktungstechnische Motive für sein Handeln unterstellt wurden, schien dagegen Frazier auf diese Schmähungen mit einer tiefen persönlichen Verbitterung zu reagieren. Ein gemeinsamer Auftritt in der TV-Sendung Wide World of Sports in den ABC-Studios endete in einer Schlägerei.
Kampfstatistik vor dem Aufeinandertreffen
| Name         | Kampfname    | Kämpfe | Siege (durch KO) | Niederlagen | Unentschieden |
| ------------ | ------------ | ------ | ---------------- | ----------- | ------------- |
| Joe Frazier  | Smokin’ Joe  | 31     | 30 (25)          | 1           | 0             |
| Muhammad Ali | The Greatest | 46     | 44 (32)          | 2           | 0             |

## Der Kampf
Schauplatz der Begegnung war erneut der Madison Square Garden in New York. NABF-Titelverteidiger Ali galt mit einer Quote von 7:5 als leichter Favorit. Mit Beginn der ersten Runde zeigte der Kampf das erwartete Bild eines stetig nach vorn marschierenden Fraziers, der seinen Gegner mit Serien linker und rechter Haken zu schwächen versuchte. Obwohl er damit vereinzelt Alis Deckung überwinden konnte, bewies dieser seine Qualitäten als Konterboxer, fing Fraziers  Attacken zum wiederholten Male ab und setzte seinerseits deutliche Treffer. Nachdem Ali damit von allen drei Punktrichtern die ersten beiden Runden zugesprochen bekam, verteidigte er diesen Vorsprung über die Zeit. Am Ende eines über weite Strecken ausgeglichenen Kampfes stand Ali als einstimmiger Punktsieger fest.
Punktrichterwertung
(Ali - Frazier - Unentschieden)
|               | Tony Perez (Referee) | Tony Castellano | Jack Gordon |
| ------------- | -------------------- | --------------- | ----------- |
| nach Runde 2  | 2 - 0                | 2 - 0           | 2 - 0       |
| nach Runde 3  | 2 - 1                | 2 - 1           | 3 - 0       |
| nach Runde 7  | 4 - 2 - 1            | 4 - 2 - 1       | 5 - 2       |
| nach Runde 9  | 5 - 3 - 1            | 5 - 3 - 1       | 6 - 3       |
| nach Runde 11 | 6 - 4 - 1            | 6 - 4 - 1       | 8 - 3       |
| Endstand      | 6 - 5 - 1            | 7 - 4 - 1       | 8 - 4       |

## Nach dem Kampf
Als Sieger des Kampfes durfte Muhammad Ali neun Monate später Weltmeister George Foreman herausfordern. Im Rumble in the Jungle feierte er mit einem aufsehenerregenden K.-o.-Sieg über den bis dato ungeschlagenen Titelverteidiger nach über sieben Jahren seine Rückkehr auf den WM-Thron. Joe Frazier erkämpfte sich durch zwei Siege gegen Jerry Quarry und Jimmy Ellis das WM-Herausforderungsrecht und traf schließlich im Oktober 1975 zum dritten Mal auf Ali. In diesem als Thrilla in Manila in die Geschichte eingegangenen Duell triumphierte erneut Ali.
Der Super Fight hinterließ bei Kritikern und Fans keinen so nachhaltigen Eindruck wie der drei Jahre zuvor stattgefundene Fight of the Century und wird heutzutage als der unspektakulärste der drei Kämpfe zwischen Ali und Frazier angesehen. Er wurde als einziger nicht zum Kampf des Jahres gewählt.